# Zsoldos Benő (filológus)
Zsoldos Benő (Dunaalmás, 1847. október 27. – Sárospatak, 1919. június 24.) klasszika-filológus, tanár. Zsoldos Benő járásbíró édesapja.

## Élete
A gimnáziumot Sárospatakon végezte 1860 és 1868 között, majd ugyanott folytatott bölcseleti és teológiai tanulmányokat 1868-tól 1872-ig. Az 1871/72-es tanévben mint segédtanár a progimnáziumi osztályt tanította. 1872-3-ban mint végzős főiskolás tanította a gimnázium első osztályát. 1873-ban rendes tanárrá választották. Az 1873/74-es tanévet már mint rendes tanár a budapesti egyetemen töltötte, honnan visszatérve a görög és latin nyelv tanszékét foglalta el s mindvégig ezeket a tárgyakat tanította a felső osztályokban. 1882–84-ben szerkesztette a Sárospataki Lapokat, 1889–90-ben a főiskola numizmatikai gyűjteményének rendezésén munkálkodott, s egyúttal a tiszáninneni református egyházkerület és a főiskola levéltárának rendezéséhez is hozzáfogott. 1907-től kezdve egyházkerületi és főiskolai levéltárnok volt, nyugalomba vonult 1910. szeptember 1-jén. Elhunyt 1919. június 24-én este 3/4 10-kor, házassága 45. évében. Örök nyugalomra helyezték 1919. június 26-án délután a sárospataki református temetőkertben. Neje Raisz Ilona volt.
Cikkei az Országos Tanáregyleti Közlönyben, a Protestáns Egyházi és Iskolai Lapban, az Egyetemes Philologiai Közlönyben, az Őrállóban, a Sárospataki Lapokban s az Ókori lexikonban jelentek meg. Fölsorolásukat lásd: Sárospataki Ifjúsági Közlöny XV, 1898-9. 32-6.

## Munkái
1. A peloponnesosi háború története (Thukydides fordítása bevezetéssel és jegyzetekkel. Sárospatak, 1882.
2. Thukydides (fordítás). I. köt. Budapest, 1887. II. és III. k. 1888.
3. Thukydides (görög és magyar szöveggel). I., II., III. k. Budapest, 1888.
4. Magyarázó jegyzetek C. Sallustius Crispus Catilina cz. művéhez. Sárospatak, 1895.
5. Magyarázó jegyzetek C. Sallustius Cr. Iugurtha cz. művéhez. Sárospatak, 1896.
6. A latin irodalomtörténet vázlatos áttekintése. Kézirat gyanánt. Sárospatak, 1898.